# Highland Lakes (Alabama)
Highland Lakes es un lugar designado por el censo ubicado en el condado de Shelby en el estado estadounidense de Alabama. En el año 2010 tenía una población de 3926 habitantes.

## Geografía
Highland Lakes se encuentra ubicado en las coordenadas 33°23′54″N 86°39′5″O / 33.39833, -86.65139.